# 크리스천 모터사이클 협회
기독교 모터사이클 협회(CMA)는 1975년에 설립된 국제 기독교 비영리 단체이다. 그 목적은 모터사이클 커뮤니티에 대한 복음 전도이다.

## 역사
크리스천 모터사이클 협회(CMA)는 그의 반항적인 아들과 세대 차이를 좁히기 위해 모터사이클을 구매했던 아칸소주의 목사 허브 슈레브가 시작했다. 그는 모터사이클 랠리를 전도하기 시작했고, 1975년에는 그의 교회에서 사임하고 모터사이클 협회를 시작했다.
이 조직은 50개 주 전체에서 125,000명 이상의 회원과 1200개 이상의 지부로 성장했으며, CMA 국제 사역을 통해 31개 외국에 지부를 얻었다. 르네 창귀온은 1980년에 남아프리카 CMA를 시작했으며, 현재 CMA 인터내셔널이라고 불리는 CMA 국제 연합에 가입한 최초의 국가였다. 영국 조직은 1979년에 영국에서 설립된 기독교 바이커 협회 회원들이 미국과 남아프리카의 CMA에 접근했을 때인 1983년에 결성되었다.

## 조직
CMA는 클럽이 아니라 기독교 사역이다. 이것은 CMA를 제조업체 브랜드 충성도나 라이딩 스타일 때문에 연관된 다른 바이커 오토바이 클럽과 구별한다. CMA의 사역 팀 프로그램은 "회원들을 사역자로 만드는 것"을 목표로 한다. 이는 대부분의 기독교 사역에 존재하는 성직자와 평신도 사이의 전통적인 구분을 허무는 것을 의미한다. 회원들은 국가 조직과 연관되며, 독립적으로 지역 지부의 회원이 될 수 있다.
CMA는 조직의 목표와 목적을 지원하기 위해 6명의 지역 전도사, 수석 전도사, 특별 프로젝트 전도사와 협력하여 이사회 아래에서 운영된다. 현재 회장은 존 오그던 시니어이다. 이 지도부는 전국적으로 다른 주, 지역, 지방 지도자들을 임명하여 CMA를 전국적인 차원에서 감독한다. 본부는 햇필드, 아칸소주에 있다.
CMA는 월간 잡지 Heartbeat을 발행한다. CMA는 재정 책임에 대한 복음주의 협의회(ECFA)와 복음주의 언론 협회(EPA)의 회원이다.
약 1,000명의 회원을 보유한 CMA (영국)는 성스러운 조의(Holy Joe's)라는 봉사 활동 부서를 가지고 있으며, 그 회원들은 모터사이클 쇼와 행사에서 카페와 헬멧 주차장을 제공한다. 이러한 활동과 HJ의 연례 자전거 쇼 수익금은 응급 의료 모터사이클 배달업체인 프리휠러스 EVS와 같은 자선 단체에 기부된다.